# Breţcu
Brețcu é uma comuna romena localizada no distrito de Covasna, na região histórica da Transilvânia. A comuna possui uma área de 116.03 km² e sua população era de 3865 habitantes segundo o censo de 2007.
Era uma antiga povoação dácia e, no período romano, era conhecida como Angustia.